# Waco Aircraft Company

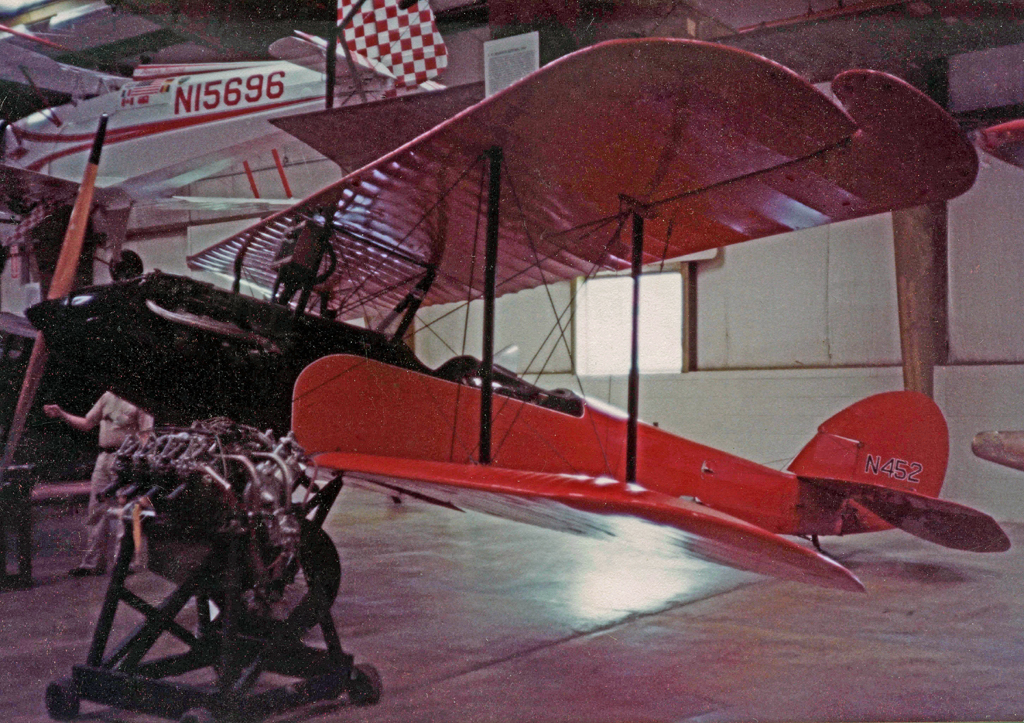
Waco model 9 uit 1925

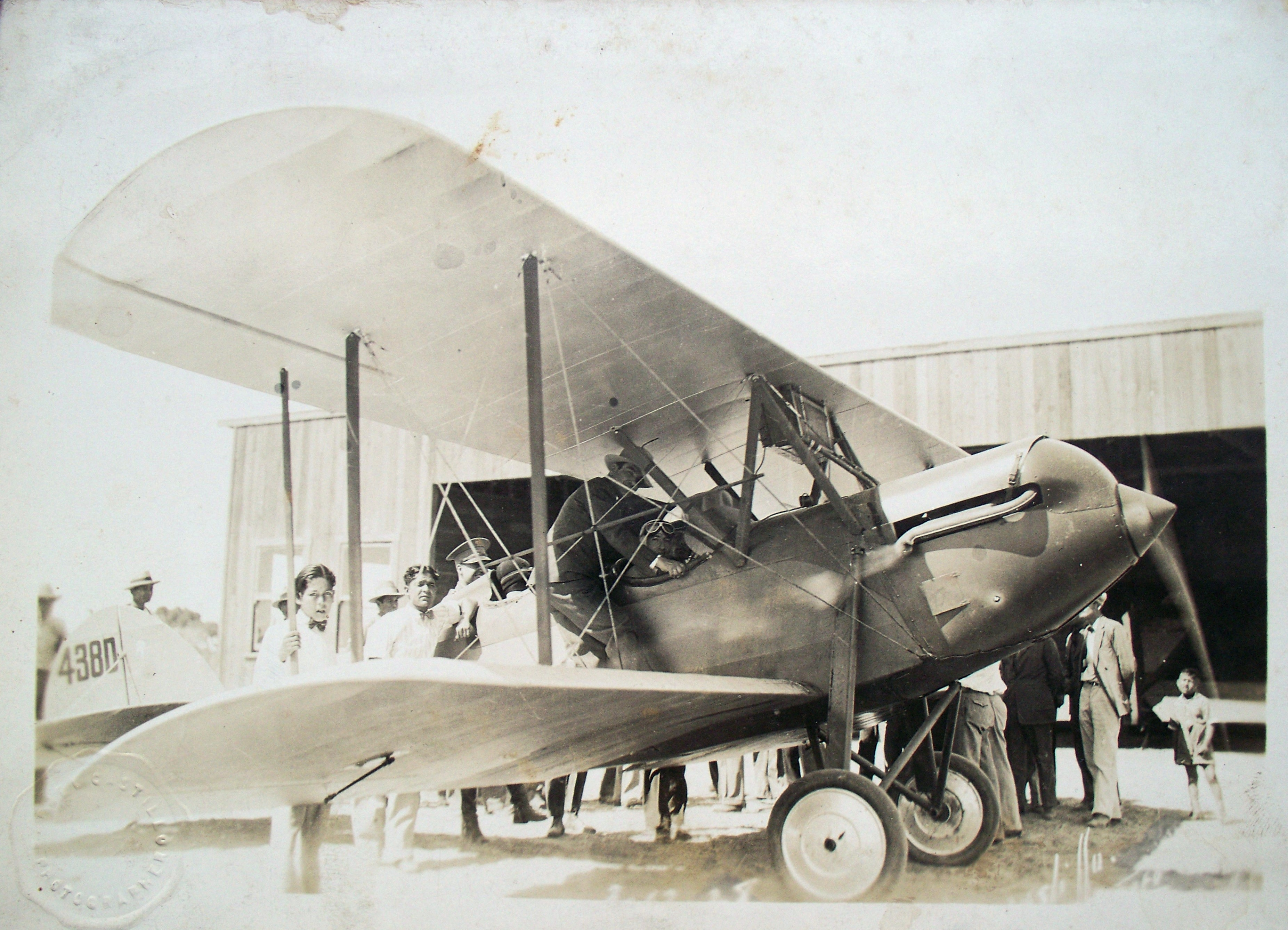
Waco model 10 in Mexico (1929)

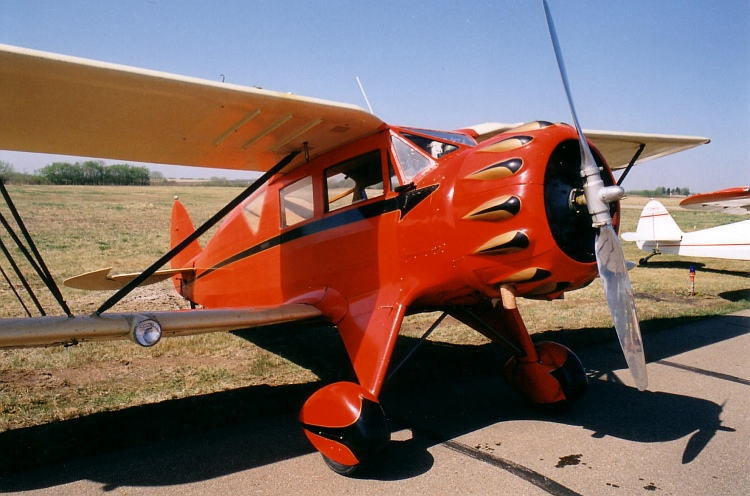
Waco UIC-cabinevliegtuig met 210 pk Continental-stermotor

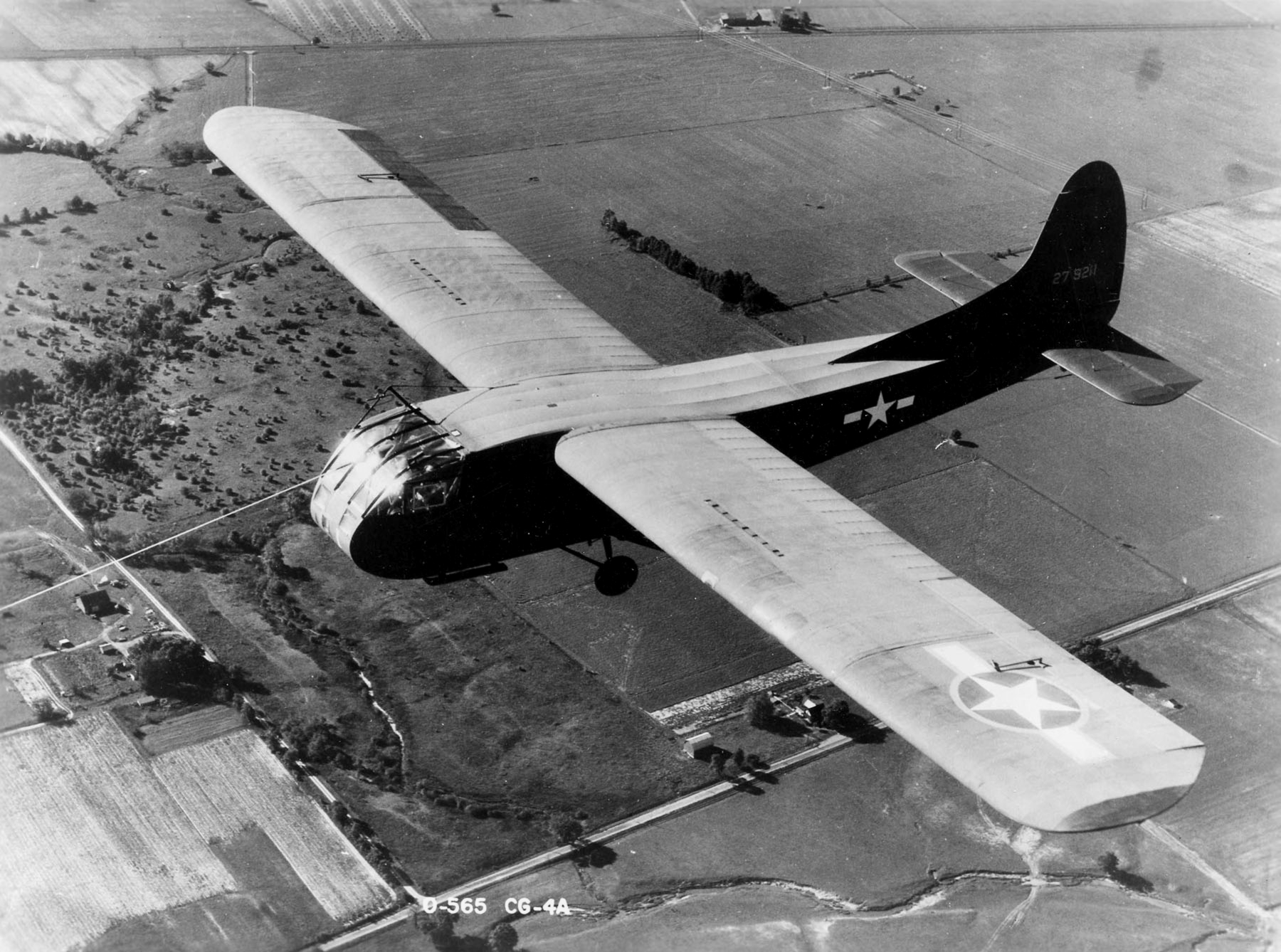
U.S. Army Air Force Waco CG-4A-WO-glider

 Waco Aircraft Company  was een Amerikaanse fabrikant van vooral eenmotorige tweedekkervliegtuigen voor transport en personenvervoer. De firma werd in 1920 opgericht door: George E. Weaver, Clayton Bruckner en Elwood Junkin. Tussen 1920 en 1940 was Waco een goed verkocht vliegtuigmerk van robuuste vliegtuigen voor handelsreizigers, postvliegers en bushvliegers. Ook de avontuurlijke vliegende circussen en barnstormers in het Amerikaanse interbellum maakten veel gebruik van de Waco-dubbeldekkers. Waco produceerde ook cabinevliegtuigen voor luchttaxibedrijven.
Gedurende de Tweede Wereldoorlog produceerde Waco grote Waco CG-4-zweefvliegtuigen voor het transport van troepen en militair materieel. Deze zijn onder andere gebruikt voor de Operatie Market Garden (de slag om Arnhem).
In de jaren 1960 en 1970 werd de naam Waco opnieuw gebruikt als Amerikaanse handelsnaam voor diverse in licentie gebouwde Franse en Italiaanse vliegtuigen.  

## Modellen
Waco CootieEenzitter dubbeldekker / parasol eendekker, 1 stuks geproduceerd en later herbouwd.
Waco modellen 4 tot 7Gemaakt uit diverse army-surplus Curtiss JN-4 onderdelen samen met nieuwe uitwisselbare vleugeldelen. Voortgedreven door een 90 pk Curtiss OX-5 watergekoelde V-8-motor.
Waco 8Eerste Waco-cabinevliegtuig. Geleverd met een 200 pk watergekoelde Liberty V-12-motor, 1 gebouwd.
Waco 9Eerste in serie gebouwde model met Curtiss OX-5 watergekoelde V-8-motor. 270 gebouwd.
Waco 10Meest gebouwde model van Waco, 1.623 geproduceerd tussen 1927 en 1933. Verbeterde versie van de Waco 9 met Curtiss OX-5 watergekoelde V-8-motor, 90 pk-motor. In 1928 hernoemd naar Waco GXE. Drie zitplaatsen: 1 piloot plus daarvoor 2 side-by-side passagier-zitplaatsen onder de vleugel. Maximumsnelheid: 156 km/u. Overtreksnelheid: 60 km/u. Vliegbereik: 610 km. Veel gebruikt toestel in de jaren 1920 en 1930 door de zogenaamde Barnstormers die rondreisden door Amerika om het publiek te laten kennismaken met de luchtvaart.
Waco ASODiverse Waco 10-varianten. Geleverd met diverse merken ster-, lijn- en V-motoren van 180-300 pk.
Waco ATO en CTOASO-varianten met taps toelopende vleugels.
Waco JWM en JYM PostvliegtuigenDiverse aangepaste ASO-modellen met stermotoren van 300-330 pk en een verlengde romp.
Waco KBAVersie uit de A-serie met twee side-by-side zitplaatsen en uitgerust met een Kinner K-5 100 pk-stermotor
Waco UPFTrainingsversie met dubbele besturing voor vliegscholen uit de F-Serie. Continental 220 pk stermotor, meer dan 600 exemplaren van gebouwd.
Waco Cabine VliegtuigenDiverse dubbeldekker vliegtuigen met passagierscabine, uitgevoerd met stermotoren van 165-300 pk. Veel gebruikt als privé- of zakenvliegtuig. Maximumsnelheid rond de 200 km/u. 4-5 zitplaatsen. Leeggewicht ongeveer 750 kg. Maximale belading rond de 550 kg (Model UIC).
Waco Custom Cabine-vliegtuigen (sesquiplanes)Diverse cabinevliegtuigen in sesquiplane (anderhalf-dekker)-uitvoering. De N-serie toestellen waren uitgevoerd met een neuswiel in plaats van een staartwiel. Alle modellen uit de E-serie waren gemotoriseerd met stermotoren van 300-420 pk.
Waco GlidersDiverse zweefvliegtuigen. Van elementaire eenzitters tot grote zweefvliegtuigen voor troepentransport zoals de Waco CG-4
Waco AristocraftLaatste Waco-model uit 1947. Uitgevoerd als eendekker met vleugelstijlen. Ongebruikelijke configuratie met duwpropeller achterop de cabine (tussen twee staartbomen) waarbij de motor voorin de romp is geplaatst. Er bleek geen markt voor en er is slechts 1 prototype van gebouwd.